# Løkta
Løkta est une île de la commune de Dønna , en mer de Norvège dans le comté de Nordland en Norvège.

## Description
L'île de 17,4 km2 se trouve sur la côte du Helgeland. Elle est située entre les îles de Dønna et Hugla, à l'entrée du Ranfjorden. Le village de Sandåker est situé dans la partie sud de l'île, juste à l'ouest du Sandåkerfjellet, haut de 238 mètres.
L'église de Løkta est située sur l'île. Historiquement, la partie ouest de l'île faisait partie de l'ancienne municipalité de Dønnes et la partie orientale appartenait à la municipalité de Nesna, mais en 1962, toute l'île est devenue une partie de la municipalité de Dønna.
Il existe une liaison par ferry vers Sandnessjøen et Dønna ainsi qu'une liaison par bateau rapide vers Nesna.

## Galerie

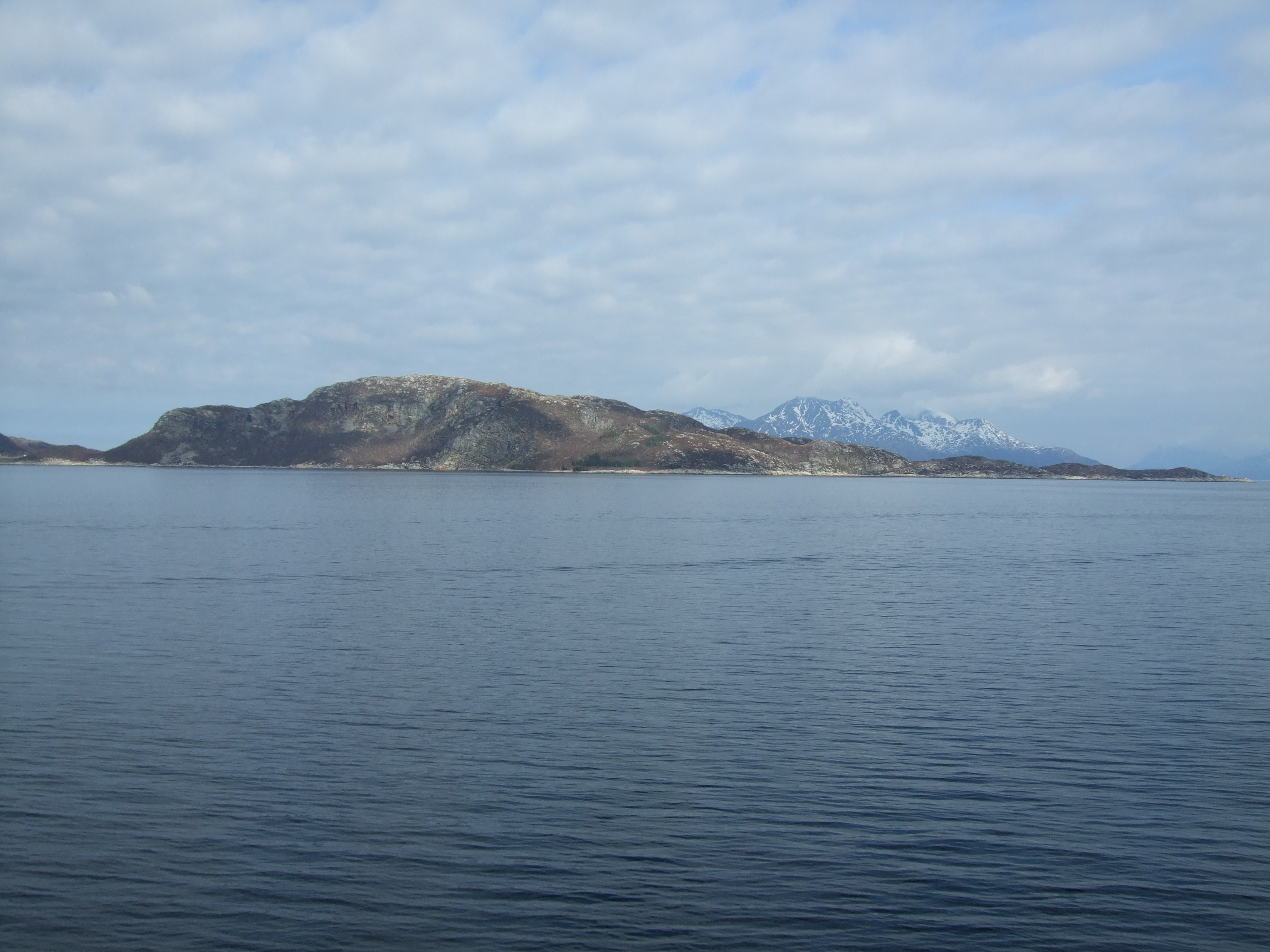
Lokta